# Hotel Président de Yamusukro
El Hotel Président de Yamusukro (en francés: Hôtel Président de Yamoussoukro) es un hotel de 5 estrellas situado en la capital administrativa de Costa de Marfil, un país de África Occidental. Está construido en un parque adornado de 25 hectáreas, a 1 km del centro de la ciudad y a 14 km del aeropuerto. 
El hotel es un edificio clásico (construido en 1973) unido a una torre (construida en 1980) coronada por un restaurante panorámico. El autor Robert Cacoub llamado "el arquitecto de lo antiguo" (apodo cariñoso del entonces presidente, Félix Houphouët-Boigny).